# آرون بودانسکی
آرون بودانسکی (انگلیسی: Aaron Bodansky؛ ۱۸۸۷ – ۱۹۶۰) متخصص بیوشیمی روس‌تبار اهل ایالات متحده آمریکا بود. وی به سبب توصیف واحد بودانسکی در اندازه‌گیری سطح آلکالین فسفاتاز خون شهرت دارد.
بودانسکی در رشتهٔ بیوشیمی از دانشگاه کرنل پی‌اچ‌دی گرفت و پایان‌نامه دکترایش را در سال ۱۹۲۱ تحت عنوانِ «مطالعات آنزیمی بر روی علف هرز تاج‌ریزی برگ‌نقره‌ای» ارائه کرد. او از سال ۱۹۲۶ به استخدام بخش آزمایش «بیمارستان بیماری‌های مفصلی نیویورک» درآمد و در آنجا پژوهش‌های مهمی در زمینهٔ سوخت‌وساز هورمون تیروئید، انسولین، سوخت‌وساز املاح معدنی در استخوان‌ها، کارکرد کبد و کارکرد غدهٔ پاراتیروئید انجام داد. او دو برادر به نام‌های «مایر بودانسکی» (۱۸۹۶–۱۹۴۱) و «اُسکار بودانسکی» (۱۹۰۱–۱۹۷۷) هم داشت که هر دو بیوشیمی‌دان‌های برجسته‌ای بودند.